# Ipolyberzence
Ipolyberzence (szlovákul: Breznička) község Szlovákiában, a Besztercebányai kerületben, a Poltári járásban.

## Fekvése
Losonctól 12 km-re észak-északkeletre, az Ipoly jobb partján, az 595-ös út mentén fekszik.

## Története
A falu területén a 9. században korai szláv erődítmény állt.
A mai települést 1279-ben "Berzenche" alakban említik először. Régi középkori temploma 1397-ben már állt. Birtokosa több nemesi család volt. 1548-ban a Berzenczy család birtoka. 1770-ben Okolicsányi Józsefé, később Duka József és Bornemissza József a birtokosai. 1826-ban Szentiványi Ferenc szerzett itt birtokot. A település sokat szenvedett a 17. század végi kuruc és török háborúk idején. 1828-ban 25 házában 205 lakos élt, akik mezőgazdasággal, fazekassággal foglalkoztak. A 19. századtól téglagyár működött a községben.
Vályi András szerint "BERZENCZE. Breznicza. Tót falu Nógrád Vármegyében, birtokosa Okolitsányi Uraság, lakosai katolikusok, fekszik Ipoly vize mentében, Losontzhoz egy mértföldnyire. Határja nem nagy, ’s közép termékenységű, legelője elég, ’s mind a’ kétféle fája. Nem régiben feltaláltt fördője, mellyet melegítenek, híres kezd lenni, szomszédságában pedig Kálnón, és Garabón jó saványú vizek vagynak; ambár vagyonnyaikat jól eladhattyák, mindazáltal középszerű vagyonnyaikhoz képest, második Osztálybéli."
Fényes Elek szerint "Berzencze, (Brezniczka), tót falu, Nógrád vgyében, 44 kath., 175 evang. lak. Kath. paroch. templom. Sovány föld. F. u. Szentiványi Ferencz örökösei. Ut. p. Zelene."
A trianoni békeszerződésig Nógrád vármegye Losonci járásához tartozott.

## Népessége
| Év:            | 1994. | 2004.   | 2014.   | 2024.   |
| -------------- | ----- | ------- | ------- | ------- |
| Emberek száma: | 794   | 772     | 768     | 744     |
| Eltérés:       |       | -2,77 % | -0,51 % | -3,12 % |

| Év:            | 2023. | 2024.   |
| -------------- | ----- | ------- |
| Emberek száma: | 737   | 744     |
| Eltérés:       |       | +0,94 % |

1910-ben 417, többségben szlovák lakosa volt, jelentős magyar kisebbséggel.
2001-ben 795 lakosából 772 szlovák volt.
2011-ben 784 lakosából 725 szlovák.

## Nevezetességei
- Kisboldogasszony tiszteletére szentelt római katolikus temploma 1778-ban épült, későbarok stílusban. A 19. században belsejét klasszicista stílusban építették át.
- Evangélikus temploma 1862-ben épült.

## Híres emberek
Itt született 1888. december 19-én Svehla Gyula kémikus, egyetemi tanár, a vaskohászati elemző eljárások országos szabványosításának kidolgozója.

## Külső hivatkozások
- Hivatalos oldal
- Községinfó
- Ipolyberzence Szlovákia térképén
- E-obce.sk Archiválva 2008. szeptember 25-i dátummal a Wayback Machine-ben